# Overlord (seria)
Overlord – seria fabularnych gier akcji stworzona przez Triumph Studios i wydana przez Codemasters. Gracz wciela się w suwerena (ang. „overlord”), który z pomocą swoich sługusów (ang. minions) przejmuje władzę nad fantastycznym światem, w którym toczy się akcja gry. Pierwsza część Overlord powstała w 2007 roku, a kolejna – Overlord II – w 2009 roku. Scenariusz do gier z serii Overlord napisała Rhianna Pratchett, córka Terry’ego. Seria ukazała się na platformy Microsoft Windows, Xbox 360, PlayStation 3, Nintendo DS i Wii.
| Gry z serii Overlord         | Data wydania         |
| ---------------------------- | -------------------- |
| Overlord                     | 26 czerwca 2007      |
| Overlord II                  | 23 czerwca 2009      |
| Overlord: Dark Legend        | 23 czerwca 2009      |
| Overlord: Minions            | 23 czerwca 2009      |
| Overlord: Fellowship of Evil | 20 października 2015 |

## Odbiór serii
Pierwsze dwie części serii spotkały się z entuzjazmem recenzentów, uzyskując według agregatora Metacritic średnią ocen wynoszącą odpowiednio 81 i 79/100 punktów w wersji na komputery osobiste. Overlord: Dark Legend wydana wyłącznie na Wii otrzymała 68/100 punktów. Czwarta część zatytułowana Overlord Minions ukazała się na przenośną konsolę Nintendo DS i uzyskała średnią 58/100. Ostatnia część, Overlord: Fellowship of Evil, spotkała się z miażdżącą krytyką recenzentów ze względu na liczne błędy i nieciekawą rozgrywkę, uzyskując średnią wynoszącą 24/100.